# Лучшие из лучших 2
«Лучшие из лучших 2» (англ. Best of the Best 2) — американский фильм о боевых искусствах 1993 года, продолжение ленты «Лучшие из лучших» (1989). Как и в первом фильме, режиссёром выступил Роберт «Боб» Рэдлер, а в качестве главных продюсеров —
Питер Э. Штраусс и Филлип Ри, который также вновь исполнил роль Томми Ли. Помимо Филлипа Ри, к своим ролям из первой ленты вернулись Эрик Робертс, Крис Пенн, Эдан Гросс, Саймон Ри и Кен Нагаяма. Сценарий был написан Максом Стромом, который в первой ленте выступил автором дополнительных диалогов, и Джоном Алленом Нельсоном.

## Сюжет
Участники международного турнира по боевым единоборствам Томми Ли (Филипп Ри), Алекс Грейди (Эрик Робертс) и Трэвис Брикли (Кристофер Пенн) возвращаются в свой родной город. Трэвис Брикли увлекается подпольными боями в «Колизее», побеждает чемпиона Европы по боксу. Перебрав лишнего после боя, он в запале вызывает на поединок хозяина «Колизея» Бракуса, не зная, что тот дерётся исключительно насмерть. Бракус принимает вызов. На последний свой бой с хозяином «Колизея» Трэвис берёт с собой сына Грейди, Уолтера. В поединке Бракус жестоко избивает Трэвиса, а затем ломает ему шею. Уолтер видит всё это и рассказывает Томми и отцу. Они едут в Колизей выяснять, что случилось с их другом, но менеджер рассказывает, что он, хоть и побитый, но ушёл оттуда сам. Однако, через день тело со следами зверских ударов всплывает в водохранилище. Томми и Алекс вторично едут в Колизей, устраивают драку, в ходе которой от удара Томми Бракус натыкается на зеркало и получает большой шрам на правой щеке.
Взбешённый Бракус требует доставить Томми к нему живым, чтобы разделаться с ним на ринге, а остальных убить. Его прислужники организуют нападение на дом Алекса. Понимая, что в городе оставаться опасно, Томми, Алекс и его сын собирают вещи и уезжают к индейской бабушке Томми.
Приехав на место, они находят там её сына Джеймса, которого Томми не видел много лет и жутко ненавидит. Джеймс — спившийся человек, никогда не расстается с бутылкой виски. Томми рассказывает Алексу, что он опустился после того, как попал в аварию и чудом выжил. Однако дальше выясняется, что на самом деле Джеймс бился с Бракусом и по каким-то причинам остался жив. Джеймс берётся тренировать Томми для предстоящего боя.
После окончания тренировок прибывают головорезы Бракуса, которые выследили Томми и Алекса и прилетели за ними на вертолёте. Джеймс с ружьём спешит на помощь, но силы слишком не равны. Он погибает, успев уложить двух бандитов. Оставшиеся забирают Томми с собой, а остальных решают расстрелять, а потом устроить взрыв на заправке. Уолтеру удаётся выбить оружие из рук бандита, обречённые на смерть пережидают взрыв в подвале.
Томми привозят в Колизей, где ему предстоит подняться по лестнице — победить трёх гладиаторов, чтобы заслужить право биться с Бракусом. С гладиаторами Томми справляется сравнительно легко, при этом безжалостно избивает последнего, который застрелил Джеймса. На следующий день происходит финальный бой. К этому времени в город возвращаются Алекс с Уолтером. Алекс проникает в Колизей и при помощи Дэй Хана, присутствующего в зрительном зале, с боем пробивается к рингу. Томми повергает Бракуса в нокаут, но решает сохранить ему жизнь. Бракус, привыкший биться насмерть, делает попытку напасть на Томми, Алекс успевает предупредить друга и Томми ломает Бракусу шею. Когда менеджер Бракуса объявляет о том, что теперь Томми — хозяин Колизея, тот в ответ объявляет, что Колизей отныне закрыт.

## В ролях
- Алекс Грейди — Эрик Робертс
- Томми Ли — Филипп Ри
- Трэвис Брикли — Кристофер Пенн
- Уолтер Грейди — Эдан Гросс[англ.]
- Бракус — Ральф Мёллер
- Сью — Мег Фостер
- Джеймс — Сонни Лэндхэм
- Уэлдон — Уэйн Ньютон
- Финч — Патрик Килпатрик
- Дэй Хан — Саймон Ри
- Се Джин Квон — Хэйуорд Нисиока[англ.]
- Юнг Ким — Кен Нагаяма